# Tout est bien
 (avril 2020).
Albums de Robert Charlebois
Doux Sauvage
(2001) Et Voilà
(2019)
Tout est bien est un album de chansons de Robert Charlebois sorti en 2010.

## Titres
| No  | Titre                                   | Durée |
| --- | --------------------------------------- | ----- |
| 1.  | Battement de cils                       | 3:51  |
| 2.  | 7 heures du soir                        | 4:00  |
| 3.  | Mais qu'est-ce qu'elle a cette fille-là | 3:07  |
| 4.  | J'me fous pas mal du temps qui passe    | 3:51  |
| 5.  | On n'en guérit jamais                   | 3:30  |
| 6.  | Canadien Pacifique                      | 3:33  |
| 7.  | Satisfaction!                           | 3:33  |
| 8.  | J'ai jamais rien compris                | 3:18  |
| 9.  | Dès qu'un avion passe                   | 3:39  |
| 10. | Viens t'en country                      | 4:10  |
| 11. | Prépare ton nid pour mon p'tit bonhomme | 3:09  |
| 12. | Ne pleure pas si tu m'aimes             | 4:23  |